# Lüttich–Bastogne–Lüttich 1952
Lüttich–Bastogne–Lüttich 1952 war die 38. Austragung des Eintagesrennens Lüttich–Bastogne–Lüttich. Es war Bestandteil der Rennserie Challenge Desgrange-Colombo und wurde am 11. Mai 1952 über eine Distanz von 229 Kilometer ausgetragen. Sieger wurde Ferdy Kübler.

## Rennverlauf
132 Radrennfahrer standen am Start in Lüttich, 55 Fahrer erreichten das Ziel. Lange Zeit prägten vier Belgier nach einem Ausreißversuch das Rennen. Im letzten Renndrittel führte Henri Van Kerckhove aus dieser Gruppe allein das Rennen an. Kübler und Robic gelang der Anschluss. Als Henri Van Kerckhove nochmals angriff, konnte nur Kübler folgen, der im Ziel deutlich mit vier Radlängen gewann.

## Ergebnis
| Rang | Fahrer               | Team               | Zeit           |
| ---- | -------------------- | ------------------ | -------------- |
| 1.   | Ferdy Kübler         | Frejus             | 6:28:08 h      |
| 2.   | Henri Van Kerckhove  | Mercier–Hutchinson | gl. Zeit       |
| 3.   | Jean Robic           | Colomb–Dunlop      | + 0:21 Minuten |
| 4.   | Louison Bobet        | Stella–Huret       | + 3:02 Minuten |
| 5.   | Jan Zagers           | Stella–Huret       | gl. Zeit       |
| 6.   | Roger Decock         | Bertin             | gl. Zeit       |
| 7.   | Wim van Est          | Garin–Wolber       | gl. Zeit       |
| 8.   | Gottfried Weilenmann | Guerra–Ursus       | gl. Zeit       |
| 9.   | Maurice Quentin      | Alcyon–Dunlop      | gl. Zeit       |
| 10.  | Jean de Gribaldy     | Terrot–Hutchinson  | gl. Zeit       |